# Денисенко, Михаил Иванович
Михаи́л Ива́нович Денисенко (24 июля 1899 года, Тимченки, Лебединский уезд, Харьковская губерния — 7 апреля 1949 года, Витебск) — советский военачальник. Гвардии генерал-майор (27.11.1942). Герой Советского Союза (20.12.1943).

## Биография

### Довоенная биография
Михаил Иванович Денисенко родился 24 июля 1899 года в Тимченки Харьковской губернии в многодетной семье крестьянина. Окончил 3 класса церковно-приходской школы. В 1915 году работал на строительстве железной дороги, затем в деревне по найму.

### Гражданская война
В мае 1919 года был призван Лебедянским уездным военкоматом в ряды Красной Армии. Принимал участие в Гражданской войне в качестве красноармейца 3-й Лебединской караульной роты, запасного батальона 8-й армии, 102-го стрелкового полка 12-й стрелковой дивизии 8-й армии. Принимал участие в оборонительных боях против армии генерала А. И. Деникина на Дону, в Воронежско-Касторненской и Донбасской наступательных операциях в 1919 году.
С декабря 1919 года был красноармейцем 45-й стрелковой дивизии (14-я, 12-я и 1-я Конная армии), принимал участие в Одесской и Киевской операциях, в боях против армий С. В. Петлюры, Пилсудского и П. Н. Врангеля. С ноября 1920 года был политруком роты в 420-м и 397-м стрелковых полках (47-я стрелковая дивизия, 14-я армия).
В 1920 году вступил в ряды РКП(б).

### Межвоенное время
В июле 1921 года был направлен на учёбу. В 1922 году окончил 92-е Лебединские пехотные курсы, в 1925 году — Полтавскую пехотную школу. С августа 1925 по октябрь 1926 года командовал взводом 21-го стрелкового полка (7-я стрелковая дивизия, Украинский военный округ).
В 1927 году Денисенко окончил Военно-политические курсы имени Ф. Энгельса в Ленинграде и с июля 1927 года служил политруком роты 73-го стрелкового полка (25-я стрелковая дивизия, Украинский ВО). С января 1930 года командовал ротой и батальоном в 119-м стрелковом полку (40-я стрелковая дивизия, Особая Краснознамённая Дальневосточная армия), с декабря 1935 года — ротой учебного батальона 120-го стрелкового полка той же дивизии, а с апреля 1936 года — отдельным разведывательным батальоном этой дивизии.
С июня 1936 года — служил на должности начальника штаба, а с августа 1937 года командовал 1-м авиадесантным полком в 1-й и 2-й Отдельных Краснознамённых армиях на Дальнем Востоке. С декабря 1940 года командовал там 202-й воздушно-десантной бригадой.

### Великая Отечественная война
В начале войны полковник Денисенко командовал этой бригадой на Дальнем Востоке. В декабре 1941 года был назначен на должность начальника курсов младших лейтенантов Дальневосточного фронта, затем — на должность начальника штаба 10-го воздушно-десантного корпуса, который начал формирование в Московском военном округе.
С марта 1942 года командовал 9-м воздушно-десантным корпусом (Московский военный округ), преобразованным в начале августа 1942 года в 36-ю гвардейскую стрелковую дивизию.
С 10 августа 1942 года принимал участие в боях на фронтах Великой Отечественной войны. В составе 57-й армии Юго-Восточного фронта (с конца сентября — Сталинградский фронт) дивизия оборонялась к юго-западу от Сталинграда. С ноября по декабрь 1942 года наступала в ходе Операции «Уран» по окружению 6-й немецкой армии. До февраля 1943 года дивизия воевала против окружённой группировки противника в Сталинграде в рядах 64-й и 57-й армий.
После завершения Сталинградской битвы дивизия оставалась в 64-й армии (с марта 1943 — 7-я гвардейская армия) на Воронежском фронте, в августе её вновь передали в 57-ю армию (Степной фронт). С марта 1943 года дивизия оборонялась на харьковском направлении против перешедших в контрнаступление армий генерал-фельдмаршала Манштейна. Летом 1943 года принимал участие в Курской битве и в Белгородско-Харьковской наступательной операции. С 9 по 28 августа 1943 года дивизия прошла с боями более 150 километров.
Командир 36-й гвардейской стрелковой дивизии (68-й стрелковый корпус, 57-я армия, Степной фронт) гвардии генерал-майор Михаил Иванович Денисенко проявил исключительные мужество и мастерство в ходе битвы за Днепр. Когда 25 сентября 1943 года его дивизия вышла на Днепр, умело спланировал и организовал форсирование Днепра силами передовых отрядов дивизии. В ночь на 26 сентября 1943 года дивизия первой в армии форсировала реку и овладела плацдармом в районе села Сошиновка (Верхнеднепровский район, Днепропетровская область). Переправа была подготовлена и проведена настолько скрытно, что противник обнаружил гвардейцев только тогда, когда они с криком «Ура!» ворвались в немецкие траншеи на западном берегу. В ночном бою передовой отряд во главе с своим комдивом овладел юго-западной окраиной Сошиновки и близлежащей высотой. Расположенный в деревне немецкий гарнизон был практически полностью уничтожен. Среди захваченных трофеев была полностью исправная полевая артиллерийская батарея (4 орудия калибра 75 мм), а также 1 миномёт и 2 пулемёта с боеприпасами к ним, до 50 винтовок и автоматов. Всё это трофейное оружие очень пригодилось через несколько часов. До рассвета гвардейцы укрепляли захваченные позиции, а затем началось самое тяжёлое — за день 26 сентября было отбито восемь контратак врага. Занятый плацдарм был удержан, на него переправились основные силы дивизии, а затем и корпуса.
Указом Президиума Верховного Совета СССР от 20 декабря 1943 года за образцовое выполнение боевых заданий командования на фронте борьбы с немецкими захватчиками и проявленные при этом отвагу и геройство, гвардии генерал-майору Михаилу Ивановичу Денисенко присвоено звание Героя Советского Союза с вручением ордена Ленина и медали «Золотая Звезда» (№ 1437).
В декабре 1943 года генерал-майор Михаил Иванович Денисенко был назначен на должность командира 12-й гвардейской воздушно-десантной дивизии, преобразованной в январе 1945 года в 105-ю гвардейскую стрелковую дивизию. В феврале 1945 года дивизия прибыла на 3-й Украинский фронт в составе 9-й гвардейской армии. Успешно руководил действиями дивизии в Венской и Пражской наступательных операциях.

### Послевоенная карьера
После войны продолжил командовать той же дивизией. В августе 1946 года одновременно с В. Ф. Маргеловым был переведён в воздушно-десантные войска и назначен на должность старшего инспектора Инспекции ВДВ Главной инспекции Сухопутных войск, а с ноября 1946 по сентябрь 1947 года служил на должности заместителя командира 69-й гвардейской стрелковой дивизии. Затем направлен на учёбу.
По окончании в декабре 1948 года курсов усовершенствования командиров стрелковых дивизий при Военной академии имени М. В. Фрунзе был назначен на должность командира 103-й гвардейской воздушно-десантной дивизии в Белорусском военном округе.
Михаил Иванович Денисенко погиб 7 апреля 1949 года в Витебске при выполнении тренировочного парашютного прыжка (это был его третий прыжок). Похоронен на Старо-Семёновском кладбище Витебска.

## Отзывы современников
Из воспоминаний генерал-майора в отставке И. Г. Попова, бывшего начальника штаба 105-й гвардейской стрелковой дивизии:

В ту пору Михаилу Ивановичу было около 50 лет. Всегда доступный для подчиненных, справедливый, очень энергичный, он не любил засиживаться в штабе.
— Уговариваемся так, — сказал он мне при первом знакомстве, — в штабе ты полновластный хозяин. Опекать по мелочам не в моих правилах. Требую одного: держи свое хозяйство в порядке и полной боеготовности. …

Потом я увидел комдива в бою. Он хорошо владел всеми методами управления войсками, умел видеть не только то, что видно с наблюдательного пункта, но и перспективу развития боя. Был очень храбрым. Даже излишне храбрым. Почему излишне? Да потому, что — и, надеюсь, вы согласитесь со мной — в нормальной боевой обстановке командир дивизии все-таки должен в основном находиться на своем командном или наблюдательном пункте, а не в боевых порядках атакующих батальонов.— Попов И. Г. Батальоны идут на запад. — М.: Издательство Московского университета, 1985. — Изд. 2-е. — С.172—173.

## Награды и звания
- Медаль «Золотая Звезда» Героя Советского Союза (20.12.1943);
- Два ордена Ленина (20.12.1943, 21.02.1945);
- Два ордена Красного Знамени (9.03.1943, 3.11.1944);
- Орден Суворова II степени (1.11.1943);
- Орден Кутузова II степени (26.04.1945);
- Медали[4].

## Память
- В Волгограде в честь Денисенко названа улица, а на одном из домов была установлена мемориальная доска.
- В посёлке городского типа Недригайлов (Сумская область, Украина) на Аллее Героев была установлена памятная доска в честь М. И. Денисенко.
- На Старо-Семёновском кладбище в Витебске установлен бюст Героя Советского Союза гвардии генерал-майора Михаила Денисенко (2024).
- Имя Героя присвоено гимназии № 4 г. Витебска[5]. На здании гимназии размещён мурал, посвящённый М. И. Денисенко. Одна из экспозиций музея гимназии посвящена Герою.